# エフクレタヌキモ
エフクレタヌキモ（学名：Utricularia inflata）は、ゴマノハグサ目・タヌキモ科に分類される多年草の一種。

## 分布
北アメリカ東部原産。
日本の静岡県、兵庫県、大阪府、愛知県に外来種として分布する。日本には観賞用に導入され、1990年5月に静岡県の磐田市鶴ヶ池で野生化が初めて確認された。

## 特徴
多年生の食虫植物。植物体は水面を浮遊せず、分岐しながら水中を2m以上伸びる。花期は5-10月で、4-20cmの花茎を水上に直立して伸ばし、黄色の花を咲かせる。スポンジ状の浮嚢葉が放射状に5-10輪生して花茎を支える。和名の「エフクレ」は「柄が脹れた」からきている。
日当たりの良い池や水路、湿地に生育する。繁殖力は非常に強く、在来の水生植物の生育を妨げるため、駆除が行われている。2020年に特定外来生物に指定された。